# Saulius Lamanauskas
Saulius Lamanauskas (* vor 1970) ist ein litauischer Agrarpolitiker, Vizeminister der Landwirtschaft.

## Leben
Nach dem Abitur an der Mittelschule absolvierte er ein Diplomstudium an der Lietuvos žemės ūkio akademija.
Am 6. April 1992 ernannte ihn der litauische Premierminister Vagnorius zum Stellvertreter des Landwirtschaftsministers Litauens und zum  Departamentsdirektor für Landwirtschaftsproduktion im Kabinett Vagnorius I. Lamanauskas wirkte an der Entstehung von Lietuvos žemės ūkio konsultavimo tarnyba.
Am 22. März 1994 entlastete der litauische Premierminister Adolfas Šleževičius ihn im Kabinett Šleževičius.